# Jangan-gu
Jangan-gu es el distrito norte de la ciudad de Suwon en Gyeonggi, Corea del Sur.

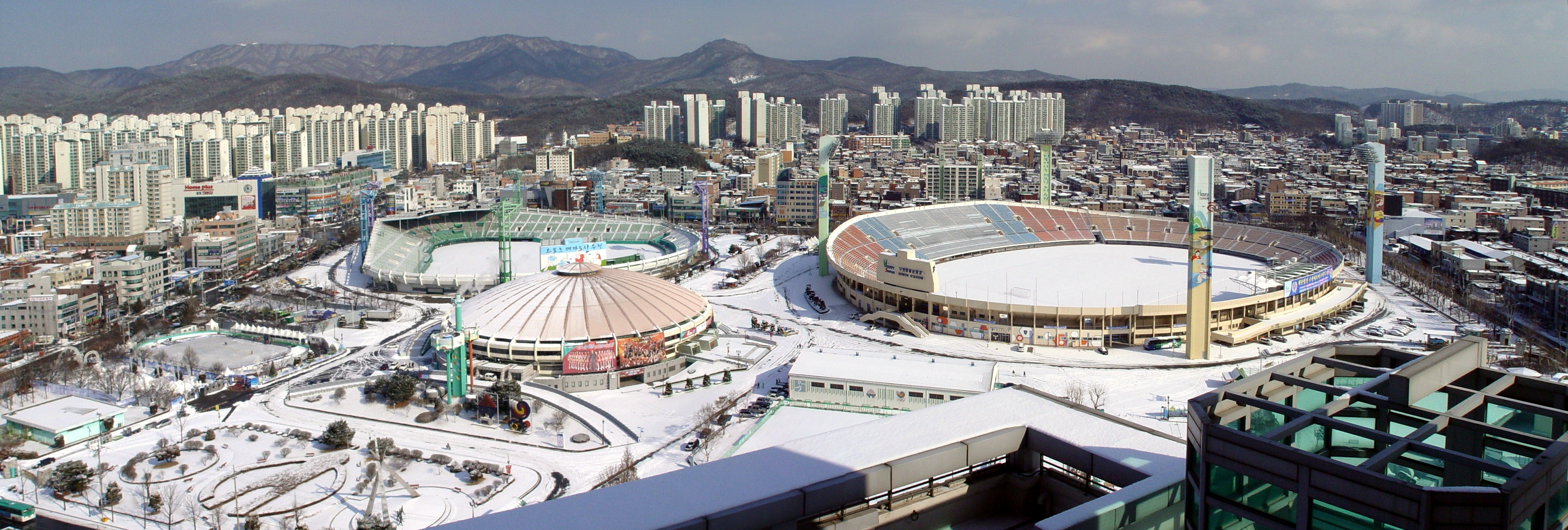
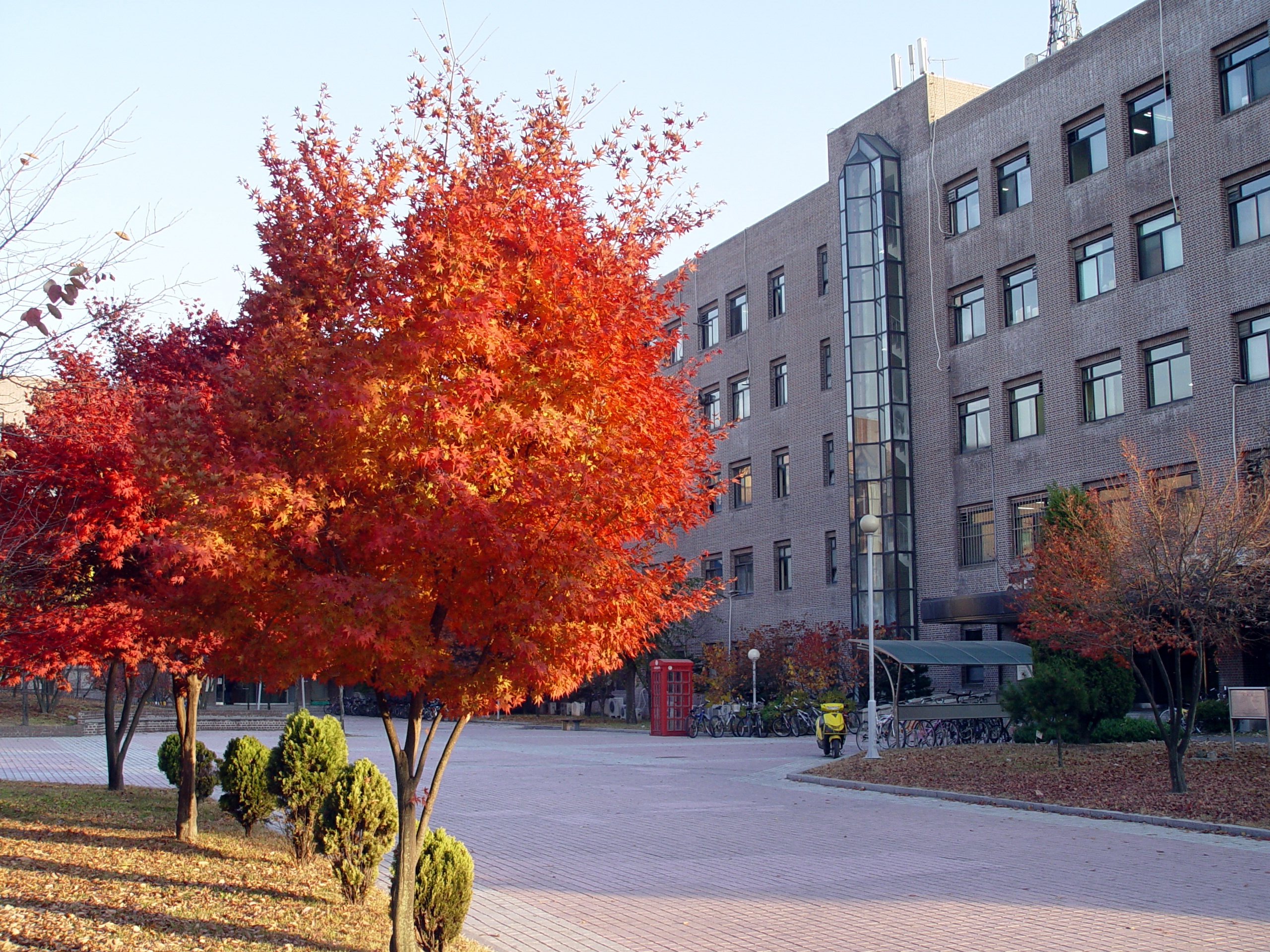

## Divisiones administrativas
- Jeongja-dong (Hangul: 정자동)
- Jowon-dong (Hangul: 조원동)
- Pajang-dong (Hangul: 파장동)
- Songjuk-dong (Hangul: 송죽동)
- Yeonghwa-dong (Hangul: 영화동)
- Yeonmu-dong (Hangul: 연무동)
- Yulcheon-dong (Hangul: 율천동)